# Malaki

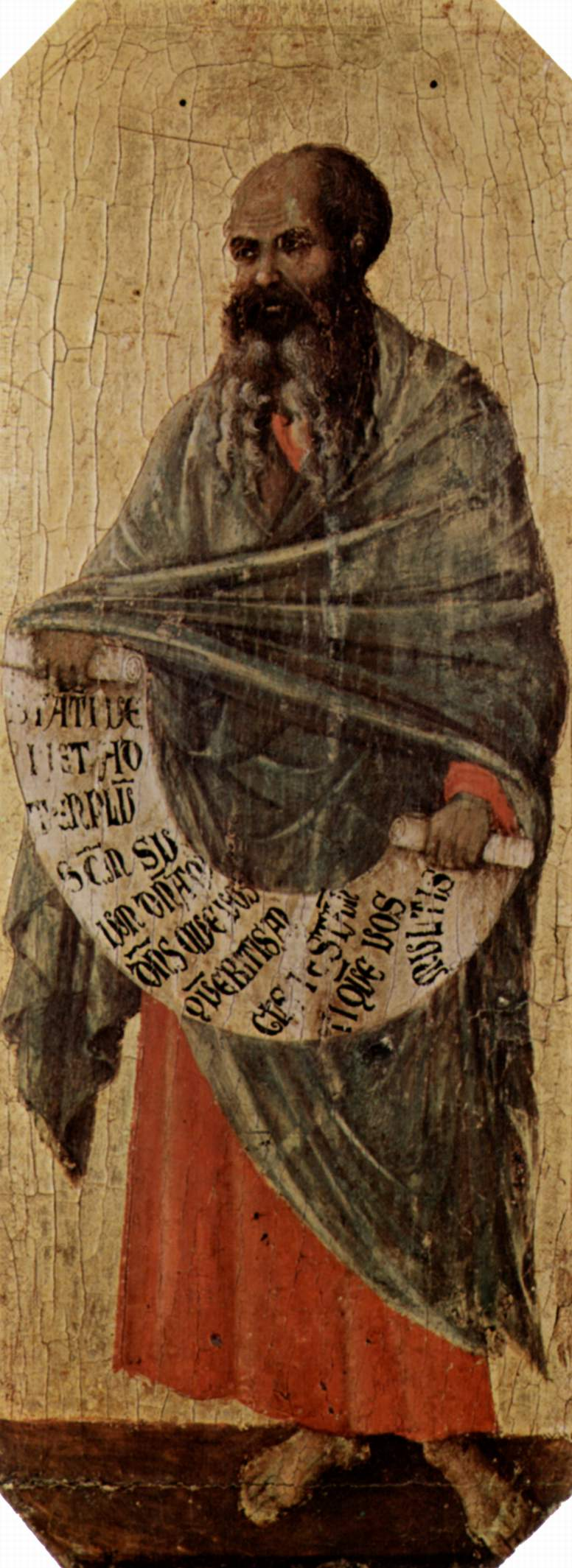
Profeten Malaki, målning av Duccio di Buoninsegna, omkring 1310 (Museo dell'Opera del Duomo, Katedralen i Siena.

Malaki är den sista profetskriften i judendomens Neviim ("profeterna") och kristendomens Gamla Testamente. Inom kristendomen ingår boken i den så kallade Tolvprofetboken i Gamla Testamentet och den sista boken i den protestantiska gammaltestamentliga kanon.
Huruvida man ska tolka Malaki som en person eller som en titel är omstritt, men boken bör ha tillkommit någon gång efter 515 f. kr. Bokens namn betyder "min ängel" eller "mitt sändebud". I det sista kapitlet utlovar den anonyme profeten att "rättfärdighetens sol" skall gå upp, och att Gud skall sända Elia på nytt; det senare tolkas i Nya Testamentet som en förutsägelse om Johannes Döparen.
Mycket av texten handlar om moralisk uppryckning i religiöst och socialt hänseende hos israeliterna, speciellt prästerskapet. Boken börjar med att ifrågasätta om läsaren verkligen älskar och fruktar Gud, som Gud borde fruktas och älskas. Sedan klagar han på kvalitén på de offer som frambragds. Därefter läxar han upp läsaren för alla skilsmässor, något han anser vara både ett socialt och religiöst problem. (Om du skiljer dig, visar du att du inte håller fast vid Guds bud.) När detta är klart skuldbelägger han läsaren för att läsaren skulle ha ifrågasatt Guds rättvisa, varefter han avslutar med att hota med världens undergång. Han lovar att Elia kommer återvända. 